# Лалели

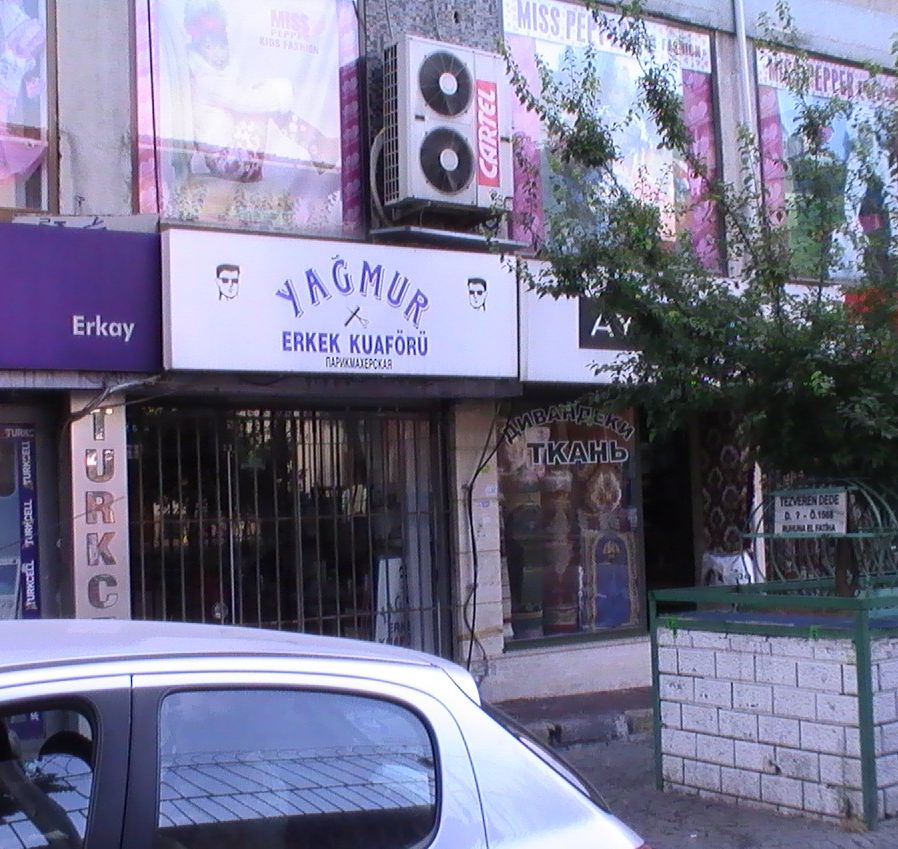
Лалели. Надписи на русском языке в витринах и на вывесках

Лалели (тур. Laleli) — один из микрорайонов исторического округа Эминёню в европейской части в современном Стамбуле (район Фатих), Турция. 
В культурно-историческом плане Лалели известен благодаря расположению в нём одного из памятников истории — Мечеть Лалели. 
В настоящее время Лалели, как и соседний Беязыт ориентирован на развитие туризма и торговлю со странами Восточной Европы, в первую очередь со странами СНГ. Здесь нередко можно встретить русскоговорящий рабочий персонал (в том числе из бывшего СССР), а также многочисленные надписи на русском языке.
В районе расположено около 7 тысяч магазинов.